# Безалуське графство

Каталонські графства в IX–XII ст.

42°11′56″ пн. ш. 2°41′58″ сх. д. / 42.198925° пн. ш. 2.699525° сх. д.
Безалуське графство (ісп. Condado de Besalú, кат. Comtat de Besalú) — середньовічне графство на території сучасної Каталонії.

## Історія
Займало район нинішньої частини Жирони і район (кумарка) Алт-Ампурда в Каталонії. Спочатку графство входило до складу каролінзької Іспанської марки, потім до 878 року, до складу Барселонського графства. У 878 році граф Барселони, Віфредо I Волохатий віддав Безалу своєму братові Радульфу. Після смерті в 1020 році графа Бернардо I, графство занепало. У 1111 році після смерті бездітного графа Бернардо III Безалу знову було приєднано до Барселонського графства Рамоном Беренгером III.

## Графи Безалу
- 897 — 920?:  Радульф (до 878 співправитель) (пом. між 913 і 920)
- 920? — 927: Міро I Молодший
- 927 — 957:  Віфредо II
- 957–968:  Суніфред II, граф Серданьї
- 968 — 984:  Міро II Бонфіль
- 984–988: Оліба Кабрета
- 988–1020:  Бернард I Таллаферо
- 1020–1052: Гільєрмо I Товстий
- 1052–1066:  Гільєрмо II
- 1066–1085:  Бернардо II (до 1052 співправитель)
- 1085–1100: Бернардо II і  Бернардо III
- 1100–1111: Бернардо III